# Lablabi
Ne doit pas être confondu avec Leblebi.
Le lablabi (arabe : لبلابي) est un plat populaire en Tunisie, préparé à base de pois chiches, d'ail, de cumin ou de carvi, d'huile d'olive, de sel, de poivre et de la harissa.
L'appellation vient du turc leblebi, signifiant « pois chiches grillés ».

## Préparation
Les pois chiches sont lavés et trempés dans l'eau, avant d'être cuits, assaisonnés avec de l'huile d'olive, du cumin ou du carvi et de la harissa. Du pain est ensuite émietté dans les bols et peut être accompagné d'un œuf, de thon et d'olives.

## Service
Le lablabi est un plat servi chaud pour aider à lutter contre le froid pendant l'hiver.
La région de Bizerte est connue pour ses sandwichs de lablabi, dans lesquels la sauce de pois chiches est servie dans du pain.